# Алгабас (Курчумський район)
Алгабас (каз. Алғабас) — село у складі Курчумського району Східноказахстанської області Казахстану. Входить до складу Курчумський сільського округу.
Населення — 576 осіб (2021; 809 у 2009, 863 у 1999, 1208 у 1989).
Національний склад станом на 1989 рік:
- казахи — 100 %

До 1992 року село називалося Зелене.